# Touko Aalto
Touko Aalto (ur. 1 kwietnia 1984 w Savonlinnie) – fiński polityk, poseł do Eduskunty, w latach 2017–2018 przewodniczący Ligi Zielonych.

## Życiorys
W 2008 ukończył studia z zakresu nauk społecznych na Uniwersytecie w Jyväskylä. Pracował m.in. jako przedstawiciel handlowy. Zaangażował się w działalność polityczną w ramach Ligi Zielonych. W 2008 wybrany na radnego miasta Jyväskylä, a w 2011 został asystentem parlamentarnym deputowanego Janiego Toivoli.
W wyborach parlamentarnych w 2015 uzyskał mandat posła do Eduskunty. W czerwcu 2017 został wybrany na nowego przewodniczącego swojego ugrupowania. W październiku 2018 zapowiedział rezygnację ze stanowiska przewodniczącego Ligi Zielonych ze względów zdrowotnych. 3 listopada 2018 został zastąpiony w drodze głosowania członków partii przez Pekkę Haavisto. W 2019 nie utrzymał mandatu poselskiego na kolejną kadencję. W 2023 objął obowiązki burmistrza gminy Toivakka.